# David Larson
Pour les articles homonymes, voir Larson.
David Larson (né le 25 juin 1959) est un nageur américain. Lors des Jeux olympiques d'été de 1984 disputés à Los Angeles, il remporte une médaille d'or au relais 4 x 200 m nage libre, battant au passage le record du monde. 

## Palmarès
- médaille d'or au relais 4 x 200 m nage libre aux Jeux olympiques de Los Angeles en 1984
- médaille d'or au relais 4 x 200 m nage libre aux Jeux panaméricains de 1979
- médaille d'or au relais 4 x 200 m nage libre aux Jeux panaméricains de 1983
- médaille d'argent au 200 m nage libre aux Jeux panaméricains de 1979